# Большое Щучье (деревня)
Большое Щучье — деревня в Мокроусовском районе Курганской области России. Входит в состав Шелеповского сельсовета.

## Климат
Климат характеризуется как континентальный, с холодной продолжительной малоснежной зимой и коротким жарким летом. Средняя температура воздуха самого холодного месяца (января) составляет −16,8 °C (абсолютный минимум — −44 °С); самого тёплого месяца (июля) — 18,5 °C (абсолютный максимум — 39 °С). Безморозный период длится 130 дней. Годовое количество атмосферных осадков — 429 мм, из которых 200 мм выпадает в тёплый период.

## История
До 1917 года в составе Могилëвской волости Курганского уезда Тобольской губернии. По данным на 1926 год состояла из 100 хозяйств. В административном отношении входила в состав Шелеповского сельсовета Мокроусовского района Курганского округа Уральской области.

## Население
| 1989 | 2002 | 2010 |
| ---- | ---- | ---- |
| 60   | ↗77  | ↘75  |

По данным переписи 1926 года в деревне проживало 504 человека (250 мужчин и 254 женщины), в том числе: русские составляли 99 % населения.
Согласно результатам Всероссийской переписи населения 2002 года, в национальной структуре населения русские составляли 100 %.